# Ergasilus turucuyus
Ergasilus turucuyus is een eenoogkreeftjessoort uit de familie van de Ergasilidae. De wetenschappelijke naam van de soort is voor het eerst geldig gepubliceerd in 1996 door Malta & Varella.